# Tornyiszentmiklós
Tornyiszentmiklós is een plaats (község) en gemeente in het Hongaarse comitaat Zala. Tornyiszentmiklós telt 697 inwoners (2001).